# مگومی اوداکا
مگومی اوداکا (انگلیسی: Megumi Odaka؛ زادهٔ ۹ مهٔ ۱۹۷۲) بازیگر و خواننده اهل ژاپن است.

## گزیدهٔ فیلم‌شناسی
- گودزیلا در برابر گودزیلای فضایی (۱۹۹۴)
- گودزیلا در برابر گودزیلای مکانیکی ۲ (۱۹۹۳)
- گودزیلا در برابر ماترا (۱۹۹۲)
- گودزیلا در برابر گیدورا شاه (۱۹۹۱)
- گودزیلا در برابر بیولانته (۱۹۸۹)
- شاهزاده خانمی از ماه (۱۹۸۷)